# 赵氏孤儿 (电影)
《趙氏孤兒》（英語：Sacrifice）是中国大陸导演陈凯歌执导的一部古装电影，根据元杂剧《赵氏孤儿》改编而成。于2010年12月4日在中国大陸上映。

## 剧情简介
晋国世族宰相赵盾以及他的儿子将军赵朔，由于与大将军屠岸贾之间有矛盾，所以屠岸贾不仅设计毒害死了无能的晋君，而且利用晋君之死栽赃嫁祸于赵家父子二人，二人不仅迅速被杀害，整个赵家三百余人也遭到夷三族。唯一幸免的是莊姬刚生下的男婴。莊姬为给赵家留下香火，请求大夫韩厥放她儿子一马，她自杀前将婴儿委托给为其接生的医生程婴，让其带走婴儿并转交给公孙大人照顾。屠岸贾发现赵孤被人带走，砍了韩厥一刀，将其脸残，然后下令封锁全城，并挨家收集婴儿，共计一百多个。
程婴将婴儿首先带回家后，不料其妻将赵孤（以自己儿子的名义）上交给了前来搜查赵孤的士兵。为了避免留在家的程婴自己刚出生的婴儿被认定为赵孤，程婴找到公孙杵臼大人让他带自己的妻儿（让公孙先相信自己的儿子是赵孤）出城。同时自己到去找屠岸贾以带回赵孤。无奈城门把守严格，公孙将程妻母子俩隐藏在其家中。屠岸贾与程婴问话时发觉程婴可疑，于是程婴只得承认是自己带走了赵孤，并说赵孤已经被公孙带出了城。于是屠岸贾带人来到公孙府，见到了刚刚沐浴完毕的公孙。屠岸贾认定赵孤还隐藏在府第中，于是下令属下制造大量噪音。婴儿的哭声使得程妻母子俩被发现，结果公孙被杀，程婴自己的儿子不仅被误当作赵孤被屠岸贾摔死，而且程妻也被士兵一剑刺死。
失去妻儿的程婴一方面悲痛万分，另一方面则隐忍带回了真正的赵孤。他决心抚养赵孤长大成人，以报屠岸贾所欠赵家和程家的血海深仇。
为了更彻底的报复屠岸贾，程婴携带赵孤进入屠岸贾的门第成为了仇人的门客。屠岸贾把赵孤当作程婴之子看待，并教他学习和剑法，两人在长期的生活中建立起了深厚的義父、義子情。在这十五年中，对屠岸贾怀恨在心的韩厥也经常与程婴来往，商量有朝一日实现长大的赵孤报仇雪恨之目标。
当程婴告知赵孤其真实身份和他全家仇人是亲如父亲的屠岸贾的时候，他一开始并没有所动。但当从韩厥口中知道程婴自己的儿子替他牺牲的事实后，他的态度有了很大的转变。年轻气盛的赵孤和程婴一起来到屠岸贾面前，没想到屠岸贾对此也早有准备，原来他从赵孤跟赵朔有很大相似的长相早看出来了真实身份。
赵孤与屠岸贾交战，但是赵孤位居下风，最后他利用程婴为他挡了一剑的时机刺中并结束了屠岸贾的性命。程婴临终之际也幻想到自己与妻儿见面的情景。

## 演员表
| 演员   | 角色           | 简介                     | 备注 |
| ------ | -------------- | ------------------------ | ---- |
| 葛 优  | 程婴           | 民间医生                 |      |
| 王学圻 | 屠岸贾         | 大将军                   |      |
| 张丰毅 | 公孙杵臼       | 中大夫，赵家至交         |      |
| 范冰冰 | 莊姬公主       | 晋公的姐姐，赵朔之妻     |      |
| 黄晓明 | 韓厥（韩献子） | 屠岸贾的属下             |      |
| 海 清  | 程婴妻         |                          |      |
| 赵文卓 | 趙朔（赵庄子） | 将军                     |      |
| 鲍国安 | 赵盾（赵宣子） | 晋国宰相，赵朔之父       |      |
| 李东学 | 提弥明         | 赵盾之车右               |      |
| 赵文浩 | 趙武（赵文子） | 赵氏孤儿                 |      |
| 王 翰  | 小赵武         |                          |      |
| 彭 波  | 晋灵公         | 晋国国君                 |      |
| 陳飛宇 | 新晋君         | 原型为晋成公、晋景公父子 |      |

## 其他主创
- 出品人：任仲伦 龙秋云 覃宏 陈红
- 总制片人：陈红 覃宏
- 动作导演：谷轩昭
- 电影海报服装设计：陈同勋

## 制作
剧组在浙江省象山县象山影视城二期建筑的春秋战国城内拍摄。虽然该片背景是中国的春秋时代，但在象山影视城拍摄时、为剧中人物莊姬设计的别墅依然使用枯山水布景。枯山水是12世纪之后出现的、日式園林典型形态。该片布景设置枯山水，即中国大陆常见的以倭代华。

## 评价

### 正面评价
本片成功刻画了小人物程婴的“忍”，即他的心理状态是如何被一点一点摧毁、又一点一点重建的；王学圻和葛优的演绎十分真实可信，令人惊喜；前半段走的是经典悲剧的路子，剧情张力十足；处处有玄机，心理刻画到位。

### 负面评价
前一段风格是古典戏剧，后一段则像家庭生活剧，故事前緊後鬆，风格前后脱节。戏剧化与生活化风格的冲突也引发笑场；最后刻意温暖的结局也觉得不够深入。尤其是黄晓明扮演的角色最后没有一个交待，显得非常突兀。

#### 導演反應
面對「劇情硬傷」、「韓厥下落沒交代清楚」、「韓厥的復仇動機」等等質疑，導演陳凱歌有回應說自己是以程嬰這個角色為主線，不希望其他角色妨礙到主線脈絡。而對於觀眾質疑的前半段緊湊、後半段鬆散的「半部好戲」之說，陳凱歌反而聲稱好的部分是在後半部，很多鋪陳必須是在後半段日常生活的潛移默化之中實現的。

## 歌曲
- 主题曲《不说》，陈凯歌作词，马上又作曲，谭晶演唱